# 2022-es holland labdarúgó-szuperkupa
A 2022-es kiírás volt a Szuperkupa 32. döntője és azon belül a 26. Johan Cruijff-kupa.
A helyszín ismét Amszterdamban volt, az Ajax stadionjában, a Johan Cruijff Arenában. Az idei döntőben a bajnok AFC Ajax és a kupagyőztes PSV Eindhoven csapott össze egymással, akárcsak az előző két kiírásban.
Ez volt egymás után a harmadik szuperkupa döntő amikor ezen két csapat találkozik egymással. A holland szuperkupa történetében ez a harmadik alkalom amikor két csapat egymás után háromszor találkozik egymással. Az Ajax és a Feyenoord 1993 és 1995 között játszottak döntőket egymás ellen, az Ajax és a PSV pedig 2005 és 2007 között. Valamint ez lesz a két csapat 10. Szuperkupa-döntője egymás ellen. Az előző kilencből ötöt az Ajax csapata, négyet pedig a PSV nyert meg.
A döntőt a PSV Eindhoven csapata nyerte meg és ezzel már 13. alkalommal nyerték meg a szuperkupát.
A mérkőzésen esett 8 góllal az idei volt a Holland-szuperkupa történetének eddigi leggólgazdagabb döntője, valamint Guus Til lett az első játékos akinek sikerült mesterhármast szereznie a szuperkupa történetében.

## Döntő
| 2022. július 30. 20:00 CEST |

| AFC Ajax | 3–5               | PSV Eindhoven                                                                                  |
| --- | ----------------- | ---------------------------------------------------------------------------------------------- |
| Steven Bergwijn 15' Antony 54' Mohammed Kudus 72' 90+4' Steven Berghuis 41' Edson Álvarez 45+4' Calvin Bassey 78′ Davy Klaassen 79' Devyne Rensch 90' Dušan Tadić 90+7' | (1–2) Jegyzőkönyv | Guus Til 32' 45+2' 69' Cody Gakpo 65' Xavi Simons 90+1' Walter Benitez 41' Ibrahim Sangaré 71' |

| Johan Cruijff Arena, Amszterdam Nézőszám: 52.000 Játékvezető: Dennis Higler |

| Ajax | PSV Eindhoven |

| GK               | 16 | Jay Gorter      |  |     |
| RB               | 15 | Devyne Rensch   |  |     |
| CB               | 2  | Jurriën Timber  |  | 73' |
| CB               | 17 | Daley Blind     |  |     |
| LB               | 5  | Owen Wijndal    |  | 63' |
| RM               | 23 | Steven Berghuis |  | 63' |
| CM               | 4  | Edson Álvarez   |  |     |
| LM               | 8  | Kenneth Taylor  |  | 86' |
| RF               | 11 | Antony          |  | 73' |
| CF               | 10 | Dušan Tadić     |  | (c) |
| LF               | 7  | Steven Bergwijn |  |     |
| Cserék:          |    |                 |  |     |
| DF               | 33 | Calvin Bassey   |  | 63' |
| MF               | 20 | Mohammed Kudus  |  | 63' |
| MF               | 6  | Davy Klaassen   |  | 73' |
| FW               | 9  | Brian Brobbey   |  | 73' |
| DF               | 3  | Perr Schuurs    |  | 86' |
| Vezetőedző:      |    |                 |  |     |
| Alfred Schreuder |    |                 |  |     |

| GK                  | 16 | Walter Benitez      |     |
| RB                  | 29 | Ki-Jana Hoever      | 62' |
| CB                  | 5  | Jordan Teze         |     |
| CB                  | 28 | Armando Obispo      |     |
| LB                  | 31 | Philipp Max         |     |
| CM                  | 8  | Ibrahim Sangaré (c) |     |
| CM                  | 27 | Joey Veerman        |     |
| LW                  | 6  | Johan Bakayoko      | 62' |
| AM                  | 23 | Guus Til            | 73' |
| RW                  | 7  | Cody Gakpo          | 73' |
| CF                  | 11 | Luuk de Jong        | 89' |
| Cserék:             |    |                     |     |
| DF                  | 5  | André Ramalho       | 62' |
| MF                  | 28 | Ismael Salibari     | 62' |
| MF                  | 7  | Xavi Simons         | 73' |
| MF                  | 15 | Érick Gutiérrez     | 73' |
| MF                  | 37 | Richie Ledezma      | 89' |
| Vezetőedző:         |    |                     |     |
| Ruud van Nistelrooy |    |                     |     |

| HOLLAND-SZUPERKUPA 2022        |
| ------------------------------ |
| PSV Eindhoven 13. kupagyőzelem |